# El Crok
Michael Valdez de la Rosa (Capotillo, Santo Domingo, 11 de diciembre de 1991), conocido como El Crok, es un rapero, empresario y compositor dominicano. Es también conocido por formar parte del dúo Doble T y El Crok (Los Pepe). 
Saltó a la fama con el dembow "Pepe", junto a Doble T.
Junto a Doble T, es considerado el pionero del Dembow.

## Biografía
Michael nació en Capotillo, un barrio conocido por peligroso en República Dominicana, y donde sus habitantes son de bajos recursos. Asimismo, cursando su adolescencia, realizó algunos trabajos para poder ayudar a su familia, tales como ser limpiador de parabrisas de autos, lustrar zapatos y ser empacador de productos de un supermercado.

### Trayectoria
Se dio a conocer por haber formado parte del dúo Doble T y El Crok (Los Pepe), con su disco "Pepe"; el disco "Pepe", fue el primer dembow en creársele un baile. Asimismo, fue el primer dembow que se difundió a nivel internacional, haciendo a Doble T y El Crok como pioneros del dembow, además, el Crok  se dio a conocer por poseer un timbre de voz característico, los medios lo tildaron "El morenito de la voz sexy".  Anderson Miguel Álvarez González (Doble T) y Michael empezaron interpretando reguetón, dembow y rap. En la revista Billboard, en el año 2009, alcanzó el Top #5.
Las canciones eran inspiradas en personas, objetos o pensamientos. La canción "Pepe" se realizó estando Michael y Anderson hablando con unas amigas, a lo que regresó el tío de Michael (Pepe) de una abacería, y las amigas gritaron: "¡Vaya, qué feo es tu tío!"; de ahí la idea de sacar el tema. Asimismo pasó con todas las canciones, se tomaba como inspiración frases, personas, objetos o pensamientos.

#### Esbozo musical
En el 2010, participó en el canal Sábado Gigante, con Don Francisco. 
En 2019, después de separarse del dúo, lanzó las canciones "No Money", "Voy a ser rico" y "Uh ah". Al siguiente año, inauguró los sencillos "El gallo", "Ass" y, junto al rapero El Cherry Scom, el tema "Ella mata".
Ha colaborado con artistas como El Alfa, Chimbala, Jowell & Randy, Amara La Negra, Fuego, Black Jonas Point, Rochy RD, El Cherry Scom, Sujeto Oro 24, Químico Ultra Mega, Dixson Waz, El Mega, Nipo809, Mir. Black La Fama y Freddy Moreira.
Dijo en una entrevista que Ozuna le envió mensajes a su esposa.

#### Conciertos
| Año  | Nombre                                        | Colaboración    |
| ---- | --------------------------------------------- | --------------- |
| 2010 | Festival Presidente                           | Tito el Bambino |
| 2011 | Concierto La Mega en el Madison Square Garden |                 |
| 2011 | Gran Arena del Cibao                          | Tito el Bambino |
| 2013 | Concierto Aniversario Telemicro               |                 |

#### Premios
| Año  | Nombre                    | Compañía         | Resultados |
| ---- | ------------------------- | ---------------- | ---------- |
| 2010 | Tema presentación del año | Premios Casandra | Nominación |
| 2011 | Agrupación del año        | Premios Casandra | Nominación |
| 2013 | Agrupación del año        | Premios Q        | Nominación |
| 2014 | Agrupación del año        | Premios Q        | Nominación |

## Discografía

### Con Doble T y El Crok
| Año  | Título                      | Colaboración                                                                          |
| ---- | --------------------------- | ------------------------------------------------------------------------------------- |
| 2009 | Pepe                        |                                                                                       |
| 2009 | Quién ere' tú               |                                                                                       |
| 2009 | A po' son vaca              | Dompy y Papitin                                                                       |
| 2009 | Quién ere' tú               |                                                                                       |
| 2009 | Kitipo                      |                                                                                       |
| 2010 | Pa' mangar mi visa          |                                                                                       |
| 2010 | El Whisky                   | Nipo809, Sujeto Oro 24                                                                |
| 2010 | Qué buena tú ta' (DR Remix) | Fuego, Black Jonas Point, Mozart La Para, Monkey Black, Sensato del Patio, Villanosam |
| 2012 | Joder tío                   |                                                                                       |
| 2012 | Me siento jevi              |                                                                                       |
| 2013 | Hey mister (remix)          | Jowell & Randy, Falo, Watussi, Mr. Black                                              |
| 2013 | La Gorda                    |                                                                                       |
| 2013 | Ay (remix)                  | Amara La Negra, Jowell & Randy, Ricky Lindo                                           |
| 2017 | Cla Cla Cla (remix)         | Dixson Waz, Químico Ultra Mega, El Mega, Sujeto Oro 24                                |
| 2018 | Colale                      | Chimbala                                                                              |
| 2019 | Jalapeño                    | El Alfa                                                                               |

### Como solista
| Año  | Título              | Colaboración                              |
| ---- | ------------------- | ----------------------------------------- |
| 2019 | No Money            |                                           |
| 2019 | Voy a ser rico      | Los del Millero                           |
| 2019 | Uh ah               |                                           |
| 2019 | El Mudo             | Químico Ultra Mega, Bulin 47, Ceky Viciny |
| 2020 | El Gallo            |                                           |
| 2020 | Cul@                | Freddy Moreira                            |
| 2020 | Menor               |                                           |
| 2020 | Guazonga            |                                           |
| 2020 | La Paca             | Rochy RD                                  |
| 2021 | Ella Mata           | El Cherry Scom                            |
| 2021 | Que suene           | Mr. Black, La Baby Number One, Melany Rs  |
| 2021 | Rebote              | El Tory                                   |
| 2021 | Yo tengo            |                                           |
| 2021 | Yo no soy pájaro no |                                           |
| 2021 | El tiempo que se va |                                           |
| 2022 | Hoy se va a rapa    |                                           |
| 2022 | A mata              | El Tory                                   |
| 2022 | Birin Birin         | La Greña                                  |
| 2023 | No es igual         |                                           |
| 2023 | Chulo               | El Tory, Rivera MX, Dj Wally, Mr. Cruz    |
| 2023 | Digiriendo          |                                           |

### Producciones
| Año  | Nombre                 |
| ---- | ---------------------- |
| 2010 | Otro formato diferente |
| 2012 | El catálogo            |